# Missionnaires Identès
Les Missionnaires Identès, ou Institut Id du Christ Rédempteur, forment une congrégation catholique fondée par Fernando Rielo Pardal en 1959 sur l’île de Ténérife, dans les Canaries.
La congrégation rassemble des missionnaires avec des états de vie variés, religieux, laïcs consacrés, personnes célibataires ou mariées.

Le nom Idente est un néologisme construit à partir de l’impératif espagnol du verbe aller, ir. (« Allez annoncer l’Evangile… ») et de la désinence latine –ens/entis. Il signifie marcher à la suite du Christ, Frère aîné, avec la conscience d’être fils/fille du Père.

## Historique
La congrégation Identès a été fondée dans le diocèse de Ténérife, sur les îles Canaries, le 29 juin 1959, par le père Fernando Rielo.
Elle a été reconnue canoniquement par le diocèse de Madrid le 23 janvier 1994, par le Saint-Siège comme institut de vie consacrée de droit diocésain en 2004, et comme Institut de droit pontifical en 2009.
En parallèle, la congrégation s’est développée dans de nombreux pays d’Europe, d’Amérique, d’Asie et d’Afrique. Aujourd’hui les Missionnaires Identès rassemblent quatre-vingt-dix maisons situées dans vingt pays.

## Missions
La congrégation Identès cherche à vivre la perfection évangélique, en suivant une recherche personnelle et communautaire de la sainteté (« Soyez parfaits comme votre Père céleste est parfait » (Mt 5,48)) ainsi qu'une démarche de mission apostolique : « aller dans le monde entier et prêchez les bonnes nouvelles à toute la création » ( Marc 16,15 ).
Ils s’engagent à vivre en conformité avec l’Évangile et à consacrer leur vie à l’étude et à la défense du Magistère de l’Église, en plus de leur activité professionnelle. 
Les missionnaires Identès s’engagent à vivre en conformité avec l’Évangile et à consacrer leur vie à l’étude et à la défense du Magistère de l'Église, en plus de leur activité professionnelle. De nombreux missionnaires Idente travaillent dans l’enseignement et la recherche avancée.

## Organisation
L’Institut est constitué de missionnaires aux états de vie différents, célibataires ou mariés. Il est formé de deux congrégations, l’une regroupant les missionnaires hommes, dirigée par leur supérieur général, l’autre les missionnaires femmes, avec leur supérieure générale. La coordination entre les deux congrégations est assurée par le Président, dont le Siège est à Rome.
Les Missionnaires Identès sont présents en Europe (France, Espagne, Italie, Allemagne, Belgique, République tchèque), en Afrique (Cameroun), en Asie (Thaïlande, Inde, Philippines, Japon) et en Amérique (États-Unis, Brésil, Pérou, Bolivie, Équateur, Colombie, Mexique, Chili). Ils ont la responsabilité de paroisses, de monastères, de maisons d’accueil pour enfants, d’universités ou encore de centres pastoraux universitaires. 
Pour accomplir les buts propres de l’Institut, son fondateur, Fernando Rielo, l’a également doté de différents organismes :
- la Famille Idente, constituée par des membres laïcs qui suivent l’esprit de l’Institut, contribue par sa prière, son activité apostolique, et dans la mesure de ses possibilités, à la réalisation des projets en cours ;
- l’École Idente, dont le travail en équipe est favorisé par un esprit familial, est conçue comme un centre d’études supérieures et de recherche, et source de collaboration, d’engagement et de dialogue permanent avec la culture et la science. Des congrès de métaphysique triennaux sont organisés à Rome depuis l’An 2000 dans le but d’approfondir la vérité dans toutes ses dimensions et implications, au service de la personne humaine et de la défense du Magistère de l’Église[2].
- la Jeunesse Idente est un mouvement de jeunesse qui cherche à promouvoir le message de l’Évangile parmi les jeunes, quelles que soient leurs croyances ou leurs cultures. Sa devise est « Dieu, nature, société »[3]. A New York, ce mouvement est par exemple présent dans des quartiers populaires comme le Bronx et rassemble des jeunes d'origine principalement latino-américaine[4]. Ce mouvement de jeunesse organise aussi un Parlement universel de la Jeunesse, qui a remis en août 2010 une « Charte de valeurs pour une nouvelle civilisation » au Siège des Nations unies. Elle propose aussi aux jeunes de partir en Volontariat Idente, ou d'effectuer tous les ans un pèlerinage sur le Chemin de Saint-Jacques.
- la fondation Fernando Rielo est chargée de la diffusion des œuvres du fondateur[5]. Elle encourage également la culture et de la poésie. Chaque année, depuis 1981, elle attribue des bourses et des prix pour récompenser des auteurs de musique sacrée et de poésie mystique[6]. Ce prix a été remis par deux fois à Paris : en 1985 au siège de l’UNESCO et en 1987 au Sénat.

## Implantation en France
En France, les missionnaires Identès ont différentes missions dans les diocèses de Paris et de Versailles. Ils sont entre autres chargés de la paroisse Saint-Pierre de Montmartre, dans le 18e arrondissement de Paris.